# シャルル・ラフォンティーヌ

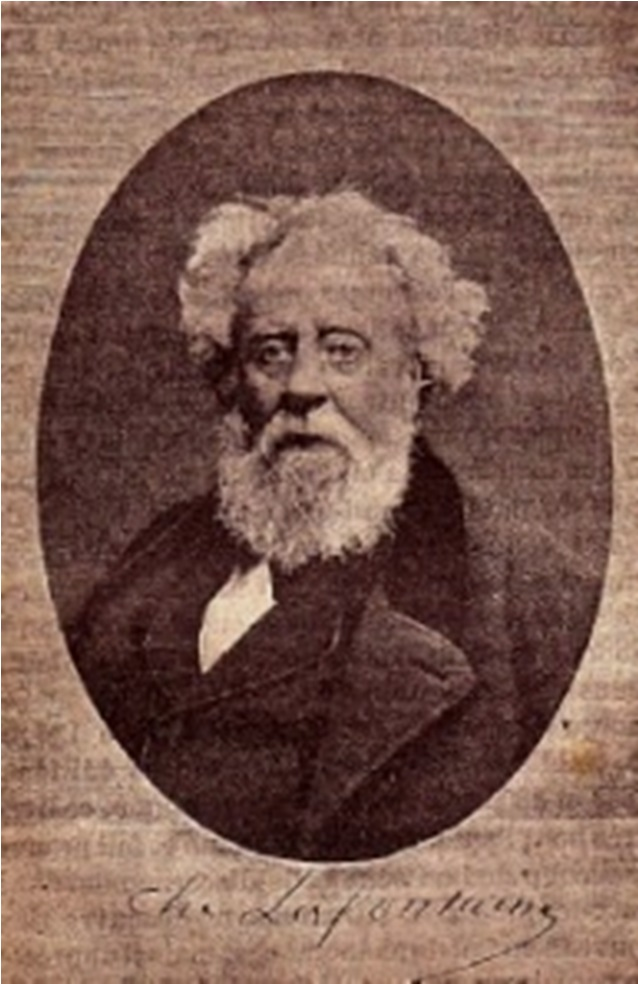
シャルル・ラフォンティーヌ

シャルル・ラフォンティーヌ（仏: Charles Lafontaine、1803年 - 1892年）は、フランスの興行師。初期の動物磁気術師（催眠術師)。
1803年に、フランスのヴァンドームで生まれた。俳優としては失敗したが、知られている通り、巡業の催眠術師または動物磁気術師として裕福な生涯を送った。最終的にはスイスのジュネーヴに住み、"Le magnétiseur"(磁気術師)という雑誌を出版した。
また、自叙伝を書き残した。それによると、行くところすべてで磁気術をもって多くの患者を治療し、盲目や聾唖、麻痺などを治療したという。レンヌではある女性を磁気化して観衆の前で見事な演技をさせることに成功し、その女性は覚醒後に演技の記憶を一切失っていたという。この逸話は、ジョージ・デュ・モーリアの小説『トリルビー』に影響を与えた。同作品に登場する催眠術師のスヴェンガーリは、ラフォンティーヌがモデルである。
1840年から1841年の2年間はイギリスに渡り、ロンドンに滞在した。ロンドンの新聞や雑誌によると、ロンドン動物園にいるライオンに磁気術を施したことで大評判を得たという 。動物への磁気術（の見世物）が成功したことにより、イギリス各都市への巡業を繰り返した。常に、観衆から1人を舞台に呼び出して磁気術を施すパフォーマンスを行い、その名声はさらに大きくなっていった。それ以前は、あらかじめ興行師が"磁気化"しやすいモデルを準備しておくのが常だった。
マンチェスターにおける動物磁気の舞台興行は、スコットランドの外科医ジェイムズ・ブレイドに影響を与え、後年にブレイドが「催眠術」を確立するきっかけとなった（動物磁気と催眠術は厳密には異なる。詳細は動物磁気説を参照）。ブレイドがマンチェスターでラフォンティーヌの興行を初めて見たのは、1841年の11月13日である。